# Beauchamps-sur-Huillard
Beauchamps-sur-Huillard é uma comuna francesa na região administrativa do Centro, no departamento Loiret. Estende-se por uma área de 17,73 km². Em 2010 a comuna tinha 406 habitantes (densidade: 22,9 hab./km²).